# Pterostichus ebenus
Pterostichus ebenus es una especie de escarabajo terrestre del género Pterostichus, categorizada en la tribu Pterostichini, de la subfamilia Harpalinae. Fue descrita por Quensel en 1806.

## Distribución
Se distribuye por Portugal, España, Marruecos y Argelia.